# Ravi Shastri
Ravishankar Jayadritha Shastri (* 27. Mai 1962 in Bombay, Indien) ist ein ehemaliger indischer Cricketspieler, der von 1981 bis 1992  in der indischen Nationalmannschaft spielte. Nach seiner aktiven Karriere war er hauptsächlich als Cricketkommentator tätig. Seit Juli 2017 ist er der Coach der indischen Nationalmannschaft.

## Kindheit und Ausbildung
Shastri wuchs in Bombay auf und nahm für seine Schule Don Bosco High School, Matunga an Schulwettbewerben teil. So gewann er als Kapitän mit seiner Mannschaft 1977 den Giles Shield.

## Cricketkarriere

### Die Anfänge
Mit 17 wurde Shastri für Bombay für die Ranji Trophy nominiert und war dort der jüngste Spieler der bis dahin für Mumbai gespielt hatte. Im letzten Moment wurde er für ein Trainingscamp für eine später abgesagte Tour der U19-Nationalmannschaft Indiens nach Pakistan nominiert. Dort begeisterte er in  einem Trainingsspiel so sehr, dass er als Kapitän vorgesehen wurde. Im Finale der Ranji Trophy 1979/80 erzielte er gegen Delhi sechs Wickets bei 61 zugelassenen Runs (6–61).

### Aufstieg in die Nationalmannschaft
In der folgenden Saison verletzt sich der Spinner Dilip Doshi und Shastri wurde für die Tour gegen Neuseeland für die indische Nationalmannschaft nominiert. In seinem ersten  Spiel erzielte er jeweils drei Wickets in  beiden Innings. Insgesamt erzielte er auf der Tour 15 Wickets und war  damit bester Bowler Pakistans. Die nächste Tour erfolgte gegen England zu Beginn der Saison 1981/82, bei der er auch sein erstes ODI absolvierte. Im dritten und letzten Test gelangen ihm mit 93 Runs sein erstes Fifty. Bei der folgenden Tour in England im Sommer gelang es den beiden als Eröffnungs-Batsman vorgesehenen unerfahrenen Spielern Ghulam Parkar und Pranab Roy sich nicht an die englischen Bedingungen anzupassen und so wurde Shastri zum Eröffnungs-Batsman ernannt. In der Folge hatte Ravi Shastri Verletzungsprobleme. Auf der Tour in Pakistan im folgenden Winter war die Konkurrenz als Bowler groß und so wurde er nach dem ersten Test vorerst nicht mehr weiter für Tests eingesetzt. Dies änderte sich erst im letzten Test, als er wieder als Eröffnungs-Batsman aufgestellt wurde und dort seinen ersten Test-Century erzielte. Von da an war er fest im Team etabliert. Die nächste Tour in die West Indies brachte ihm einen Weiteren Test-Century im fünften Test. Im folgenden Cricket World Cup 1983 wurde er zwar nominiert, spielte jedoch auf dem Weg zur Weltmeisterschaft Indiens nur wenige Spiele.

### Hin zum Karrierehöhepunkt
Nach der Weltmeisterschaft spielte Shastri konstant über die Touren im folgenden Winter gegen Pakistan und die West Indies, ebenso wie beim Asia Cup 1984 in den Vereinigten Arabischen Emiraten. Im folgenden Winter lieferte Shastri die besten Leistungen seiner Karriere. Gegen Australien hatte er zunächst Probleme, konnte jedoch im letzten von fünf ODIs ein Century erzielen, was dennoch nicht zum Sieg des Teams ausreichte. In der folgenden Tour in Pakistan gelang es ihm im zweiten Test ein Century zu erreichen, bevor die Tour auf Grund des Attentats auf Indira Gandhi abgebrochen wurde. Gegen England gelang ihm gleich beim ersten Test in Mumbai ein Century, bei dem er in einer 235 Partnership mit Syed Kirmani Indien zum Sieg verhalf. Im Weiteren gelangen ihm auf dieser Tour noch je ein Century im ODI und Test. In der ODI-Serie erzielte er so die meisten Runs aller Spieler auf der Tour. Bei der Benson & Hedges World Championship of Cricket 1984/85 in Australien im Februar und März 1985 lieferte er sowohl gute Batting, als auch Bowling-Leistungen und wurde zum Spieler des Turniers gewählt. Als Auszeichnung erhielt er ein Auto, welches von seinen feiernden Teamkollegen bestiegen wurde. Shastri, der zu diesem Zeitpunkt keinen Führerschein besaß setzte sich daraufhin ans Steuer und fuhr im Stadion von Melbourne eine Siegerrunde. Beim Import nach Indien sorgte Premierminister Rajiv Gandhi dafür, dass Shastri keinen Zoll bezahlen musste.

### Zeit als Vizekapitän
Beim Rothmans Four-Nations Cup 1984/85 in den Vereinigten Arabischen Emiraten wurde er erstmals als Vize-Kapitän des indischen Teams benannt, während Kapil Dev nach dem Turnier Sunil Gavaskar als Kapitän ablöste. Die nächsten Touren der Saison 1985, 1985/86 und Saison 1986 verliefen durchschnittlich für Shastri. Er erzielte einige Fifties, aber ragte kaum heraus. Eine wichtige Rolle spielte er beim Unentschieden endenden Test gegen Australien in Madras. Nach einem Spiel in dem jede Mannschaft zwischendurch die Oberhand hatte, war es an Shastri und Maninder Singh als letzte Batsman das Spiel für Indien zu entscheiden. So schaffte es Shastri zwar noch die Runzahl mit den Australiern auszugleichen, jedoch fiel anschließend das Wicket von Maninder und so kam es zum zweiten unentschiedenen Test in der Geschichte. Im Verlauf der Tour gelang Shastri noch ein  weiteres Test-Century. Bei der Tour gegen Pakistan erzielte er ebenfalls ein Test-Century, allerdings endete das Spiel Remis. Allerdings gewann Pakistan den letzten Testund so verlor Indien die Serie.  Beim zu Beginn der Saison 1987/88 ausgetragenen Cricket World Cup 1987 konnte Shastri nicht herausragen. Im Halbfinale  gegen England stand er wieder als letzter Schlagmann mit Maninder Singh am Wicket. Da er der stärkere Batsman war, ging er höhere Risiken ein und wurde daraufhin von Paul Downton gefangen, womit Indien das Finale verpasste.

### Einsätze als Kapitän

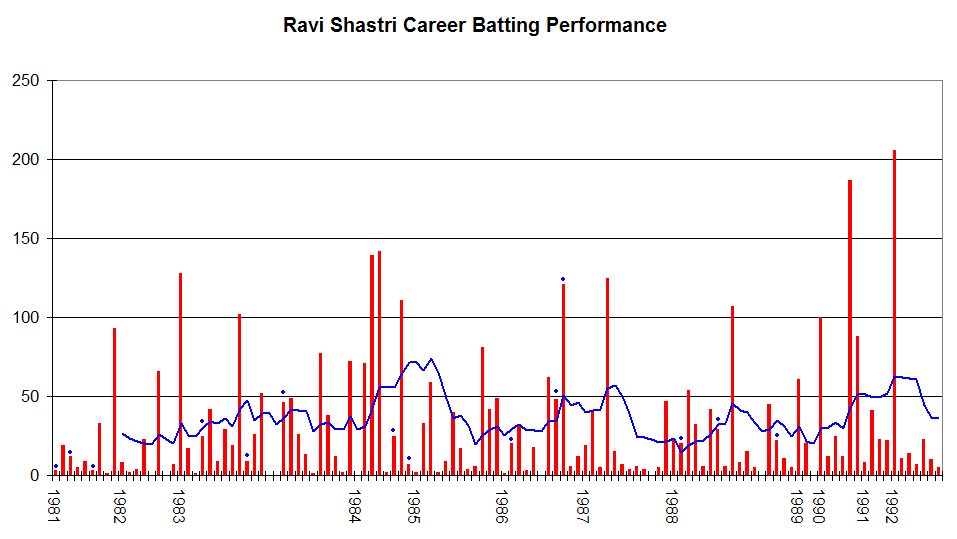
Ravi Shastri's Leistungen als Batsman

Nach dem Ausscheiden wurde Kapitän Kapil Dev von seinen Aufgaben entbunden. Die Entscheidung über dessen nachfolge fiel zwischen Shastri und Dilip Vengsarkar, der zu der Zeit das Batting dominierte. Letztere erhielt den Vorzugund Shastri verblieb als Vize-Kapitän im Team. Bei der folgenden Tour gegen die West Indies verletzte sich Vengsarkar und so übernahm Shastri für den Rest der Tour die Rolle des Kapitäns. Der vierte Test der Tour war sein einziger Einsatz als Test-Kapitän und Indien gewann das Spiel deutlich. Vengsarkar schrieb derweil Zeitungsartikel, was ihm eine Sperre für sechs Monate einbrachte und so war Shastri auch den Rest der Saison Kapitän für die Mannschaft. Bei den nächsten Tests gegen Neuseeland war Shastri wieder Vize-Kapitän hinter Vengsarkar. Shastri erzielte zwar wieder Runs, aber war wieder nicht herausragend. Bei der folgenden Tour in den West Indies gelang Shatri im zweiten Test ein Century. Nach der Tour spielten er und andere Spieler ein Schau-Matches in den USA. Der indische Verband BCCI gab daraufhin sechs Spielern, unter anderem Shastri, eine Spielsperre für das folgende Jahr. Die Spieler zogen gegen die Entscheidung vor Gericht. Das Gericht forderte auf das die Parteien sich einigen sollten und so wurde die Sperre kurze Zeit später aufgehoben. Dennoch wurde Vengsarkar, der ebenfalls zu den gesperrten Spielern gehörte vom Kapitänsamt enthoben. Allerdings wurde Shastri nun wieder bei der Bestimmung des neuen Kapitäns übergangen und Krishnamachari Srikkanth übernahm die Position. In der folgenden Tour in Pakistan konnte Indien und auch Shastri nicht überzeugen und so wurde er bei der anschließenden Tour in Neuseeland nicht nominiert. Der indische Verband wollte einen Umbruch erzwingen und sendete ein unerfahrenes Team.

### Späte Jahre
Die Niederlage Indiens gegen Neuseeland sorgte dafür, dass Shastri im Sommer wieder als Vize-Kapitän gegen England im Team war. Dort gelangen ihm zwei Test-Century. In Sri Lanka im Winter 1990/91 erreichte er auch wieder ein ODI-Century. In der Saison 1991/92 begann mit einer ODI-Serie gegen Südafrika, bei der Shastri ein Century gelang. Es folgte ein langer Aufenthalt in Australien, wo eine Test-Serie, der Benson & Hedges World Series 1991/92 und der Cricket World Cup 1992 ausgetragen wurde. In der World Series erzielte er in einem Spiel gegen Australien 5 Wickets für nur 15 Runs. In einem Test erzielte er mit 206 sein einziges Test-Double-Century. Jedoch erlitt er während diesem Spiel auch eine Knieverletzung, die seine Karriere bedrohte. Weitere Spiele verschlimmerten diese, er wurde jedoch dennoch im World Cup eingesetzt. Jedoch verlor Indien das dritte Spiel gegen Indien und Shastri wurde daraufhin, da er bei der 1 Run Niederlage nur langsam am Schlag begonnen hatte, für den Rest des Turniers aus der Mannschaft genommen. Es folgten Touren gegen Simbabwe und Südafrika, bei denen Shastri jedoch keine starken Leistungen mehr erbringen konnte. Vor der kommenden Tour gegen England wurde die Knieverletzung schlimmer. Zunächst wurde nur mit einer Verletzungspause für ein paar Monaten  gerechnet, aber Shastri spielte anschließend nicht mehr für die indische Nationalmannschaft.

## Nach der aktiven Karriere
Seit seinem Rücktritt betätigte sich Shastri als Kommentator für Cricketübertragungen. Im Jahr 2014 wurde er Team-Direktor der indischen Nationalmannschaft. Im Juli 2017 wurde er Chef-Coach der Cricket-Nationalmannschaft berufen. Das Ziel ist, dass er Indien zunächst bis zum Cricket World Cup 2019 begleitet.